# Slätta SK
Slätta SK är en fotbollsklubb hemmahörande i stadsdelen Slätta i Falun. Klubben bildades 1976 i samband med att det nya bostadsområdet, med samma namn, började ta form.
Den första säsongen hette klubben Aspeboda-Slätta, men gick året efter över till att enbart heta Slätta SK. Klubben spelar sina hemmamatcher på Slättaplan.
Klubben har verksamhet för flickor och pojkar, från knattenivå upp till ungdom/vuxen.

## Seriespel
De mest framgångsrika åren för klubben var 2000–2003 och 2005–2006, då man på spelade fotboll i division 2 på herrsidan. Den bästa placeringen i klubbens i historia är femteplatsen i Division 2 Östra Svealand. Slätta var då en av Sveriges 50 bästa fotbollsklubbar.
Inför säsongen 2007 upphörde föreningens A-lagsverksamhet då laget blev en del av Falu FK, ett samarbete mellan faluklubbarna Slätta SK, Falu BS fotboll och Korsnäs IF.
Säsongen 2009 startades på nytt ett A-lag inom föreningen på herrsidan och man fick därmed starta om i division 6. Under den nya sejouren klättrade man upp i seriesystemet till Division 4, säsongen 2012. Laget åkte ur divisionen samma år.
Säsongen 2014 slutade laget på andraplats i Division 5 Dalarna, vilket ledde till avancemang till division 4, där laget spelade säsongerna 2015 och 2016. 
Säsongen 2016 slutade laget på en andraplats i Division 4 Dalarna och laget kvalade upp till division 3.
2025 spelar herrlaget i Division 4 Dalarna och damlaget i Division 2 Mellersta Svealand.

## Namnkunniga Spelare
- Patrick Englund (moderklubb)
- Gerhard Andersson
- Anders Augustsson
- Njogu Demba-Nyrén (moderklubb)
- Julia Roddar (moderklubb)
- Benjamin Hjertstrand (moderklubb)